# Heliconius hecalesia
Heliconius hecalesia is een vlinder uit de familie Nymphalidae. De wetenschappelijke naam van de soort is voor het eerst geldig gepubliceerd in 1854 door William Chapman Hewitson.

## Ondersoorten
- Heliconius hecalesia hecalesia
- Heliconius hecalesia eximius
- Heliconius hecalesia formosus
- Heliconius hecalesia gynaesia
- Heliconius hecalesia longarena
- Heliconius hecalesia octavia
- Heliconius hecalesia romeroi Brown & Fernández Yépez, 1984[2]
  - holotype: "male"
  - instituut: IZA, Universidad Central de Venezuela, Maracay, Aragua, Venezuela
  - typelocatie: "Venezuela, Kasmera, Río Yasa, Perijá, Zulia, 250 m"